# Базельская ратуша
Базельская ратуша (нем. Basler Rathaus) — ратуша в швейцарском городе Базеле.
Известно, что на месте современной ратуши было здание 1290 года, политический центр Базеля. В 1356 году сильное землетрясение разрушило его. В 1501 году было принято решение о строительстве нового здания. Ратуша Базеля была построена из красного песчаника в стиле поздней готики в 1507—1513 годах на Рыночной площади. В XVII веке к зданию был пристроен левый флигель, а в 1898—1904 гг. построена башня. Во внутреннем дворе находится статуя консула Луция Мунация Планка — основателя Базеля.
В настоящее время в ратуше расположены органы законодательной (Большой совет) и исполнительной власти кантона Базель-Штадт, а также мэрия Базеля. Ратуша доступна для посещения туристами.